# Symidia flava
Symidia flava är en insektsart som beskrevs av Frederick Arthur Godfrey Muir 1918. Symidia flava ingår i släktet Symidia och familjen Derbidae. Inga underarter finns listade i Catalogue of Life.